# Chevsuretie
Chevsuretie, též Chevsursko (gruzínsky ხევსურეთი, v překladu Země údolí) je historická oblast na severu Gruzie při hranici s Čečenskem. Zahrnuje čtyři údolí řek na severní i jižní straně Hlavní kavkazského hřebene. Je součástí okresu Dušeti v kraji Mccheta-Mtianetie. Největšími vesnicemi jsou v jižní části Barisacho a v severní Šatili.

## Geografie
Chevsursko leží na severovýchodním okraji dnešního kraje Mccheta-Mtianetie po obou stranách hlavního hřebene Velkého Kavkazu a mezi dvěma paralelními hřebeny. Zahrnuje údolí čtyř hlavních řek. Jižní část leží při horním toku a přítocích Černé Aragvi, která stéká na jih do Kury. Sever Chevsurska leží na horním toku řek Asa a Argun s přítokem Andaki, které odtékají přes Ingušsko a Čečensko do řeky Sunža.
Vysokohorská část hraničí na severozápadě s Ingušsskem a na severu a severovýchodě s Čečenskem. V ostatních částech sousedí s Tušetií (Thušskem) na východě, Pšavi na jihu, Mtiuleti na jihozápadě a Chevi na západě. Vysokohorská část je přístupná pouze v létě po horské silnici přes průsmyk Medvědího kříže.
V oblasti bylo zbudováno množství pevností a strážních věží, které v minulosti sloužily k obraně proti útokům ze sousedních zemí. Významné pevnosti se nacházely v osadách Achieli, Šatili, Muco či Chachmati.

## Historie
Při sčítání v roce 1873 bylo zaznamenáno 4872 obyvatel, do roku 1926 se počet snížil na 3885. V 50. letech 20. století bylo obyvatelstvo nuceně přesídlováno, a mnoho vysokohorských osad bylo kvůli tomu opuštěno. Ke snižování počtu obyvatel docházelo také kvůli ekonomickým těžkostem po osamostatnění Gruzie.

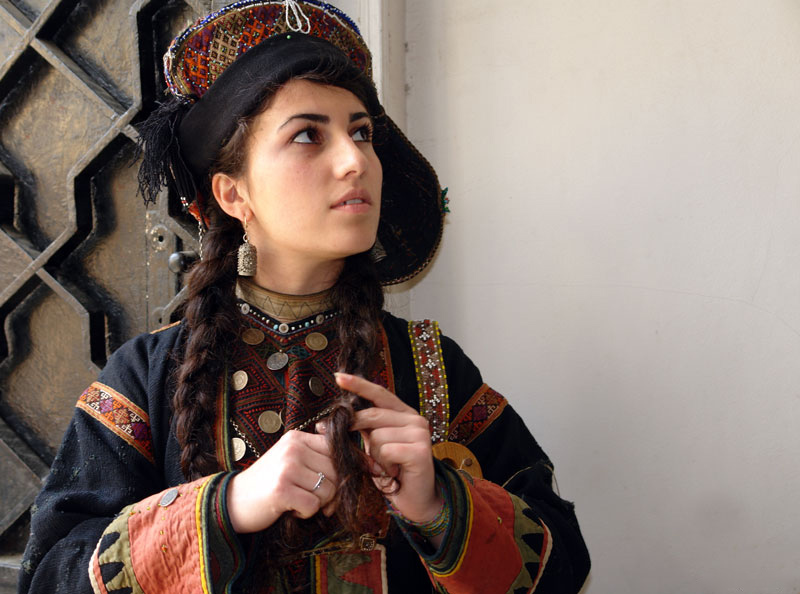
Chevsurka v kroji talavari

## Obyvatelstvo
Obyvatelé Chevsurska tvoří subetnikum Gruzínů. Hovoří gruzínským dialektem a patří ke křesťanům Gruzínské pravoslavné církve. Až do 20. století byl v Chevsuretii rozšířena chevsurská varianta kroje, gruzínsky zvaná „talavari“ (gruzínsky ტალავარი).